# USS LST-449
O USS LST-449 foi um navio de guerra norte-americano da classe LST que operou durante a Segunda Guerra Mundial.